# Nephelistis noctivaga
Nephelistis noctivaga är en fjärilsart som beskrevs av William Schaus 1911. Nephelistis noctivaga ingår i släktet Nephelistis och familjen nattflyn. Inga underarter finns listade i Catalogue of Life.